# نادي القلم والقلم الرصاص
نادي القلم والقلم الرصاص هو نادي اجتماعي خاص وجمعية صحفيين في فيلادلفيا. يعتبر هذا النادي أقدم نادي صحفي يعمل باستمرار في أمريكا، وثاني أقدم نادي في العالم.

## تاريخ النادي
تأسس النادي في عام 1892 على يد المراسلين والمحررين في الصحف الصباحية السبع في المدينة صحيفة السادسة مساءًا من خلال الجمع بين نادي ستايلس، ونادي الصحفيين في فيلادلفيا، ونادي المراسلين. بموجب لوائحه الداخلية، يتم التحكم في النادي من قبل الصحافة العاملة.
كان للنادي على مر السنين خمسة مواقع. ويقع النادي حاليًا في 1522 شارع لاتيمر، ما يقرب من ثلاث كتل شرق ميدان ريتنهاوس في وسط المدينة.
يحتفظ النادي بسياسة صارمة «خارج السجل» في مقره. يستضيف النادي سلسلة محاضرات أسبوعية تسمى جلسات غير مألوفة. يشمل المتحدثين الضيوف في تلك الجلسات المحافظين ومفوضي الشرطة، ورئيس بلدية فيلادلفيا. يستضيف النادي في يوم الخميس الأخير من الشهر قصيدة شعرية تسمى «سلام، بام، شكراً لك، سيدتي» بالتعاون مع المجلة الأدبية «بينتيد برايد كوارترلي». كما يستضيف النادي جلسات تذوق النبيذ الشهرية بقيادة رئيس النادي براد ويلسون.
ووفقًا لموقعه على الإنترنت، "شهد النادي العديد من الوجوه المعروفة في تاريخه. تواجد الرئيس ويليام هوارد تافت مرةً في النادي حتى الساعة 5 صباحًا، بعد إعطاء حراسه الشخصيين الإذن بالانصراف. اعتبر جورج م. كوهان النادي بمثابة منزل له، وكذلك فعل الأعضاء السابقون ريد سميث وديمون رونيون.

## أعضاء بارزون
- ستو بايكوفسكي[3]
- أوغسطس قيصر بويل
- ديمون رونيون[3]
- ريد سميث[3]
- رانسفورد دودسورث باكنام

## روابط خارجية
- الموقع الرسمي